# Valentina
Valentina je žensko osebno ime.

## Izpeljanke imena
Tina,  Tinca, Tinica, Tinka, Tinkara, Vali, Valentinka, Zdravka,

## Izvor imena
Ime Valentina je ženska oblika imena Valentin. Imeni Tina, Tinka sta lahko tudi skrajšani obliki iz imena Martina, ime Vali pa iz imen Valburga, Valerij, Valerija.

## Pogostost imena
Po podatkih SURSa je bilo na dan 31. decembra 2007 v Sloveniji 2442 oseb z imenom Valentina.

## Osebni praznik
V koledarju je Valentina uvrščeno k imenu Valentin. Valentin je ime več svetnikov. Na Slovenskem je najbolj znan Valentin , mučenec iz 3. stoletja v Rimu, ki ima god 14. februarja. V koledarju je 21. maja še Valentin škof.